# Bisbat de Baiona

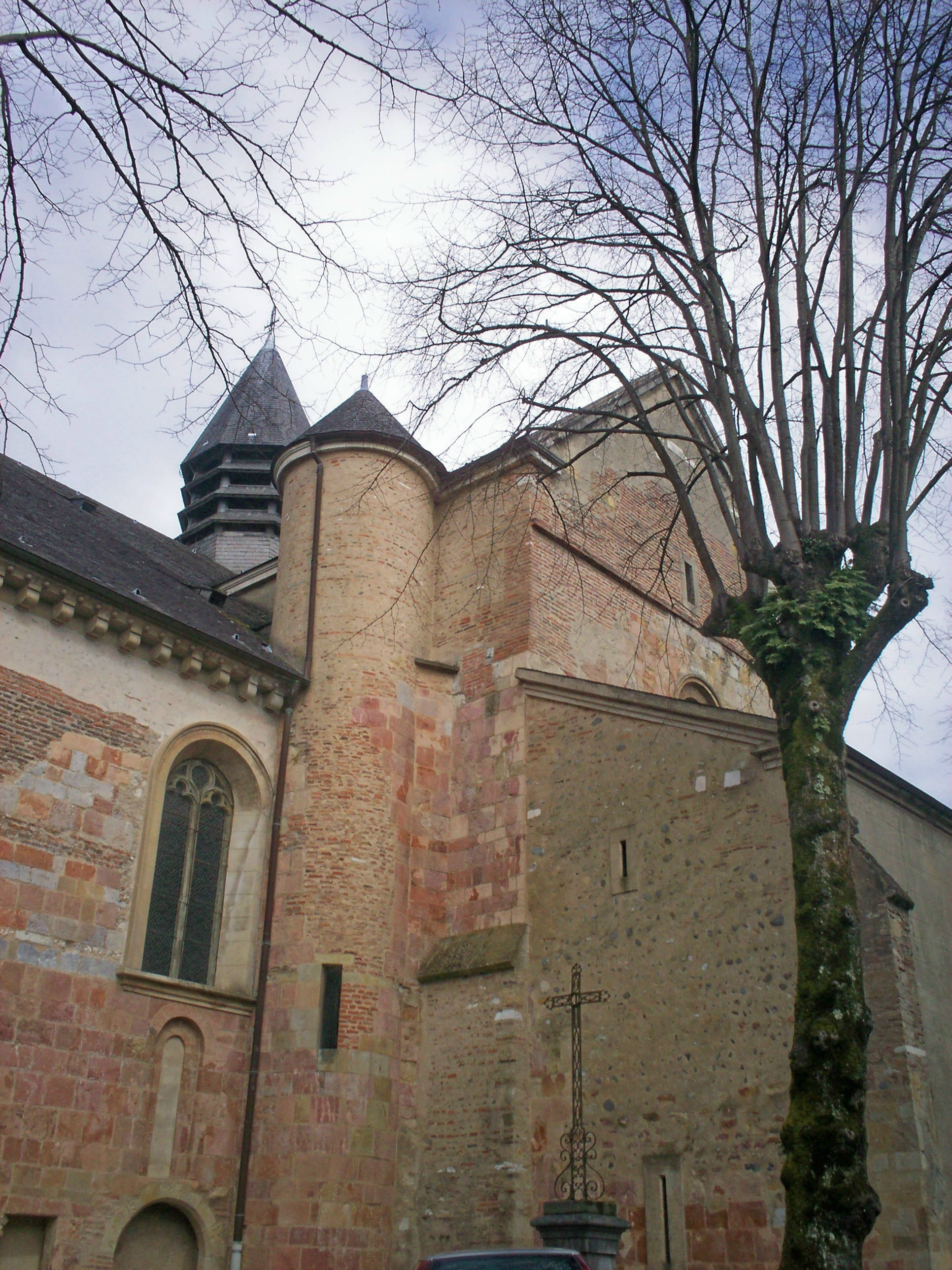
L'ex catedral de l'Assumpció de Maria a Lescar

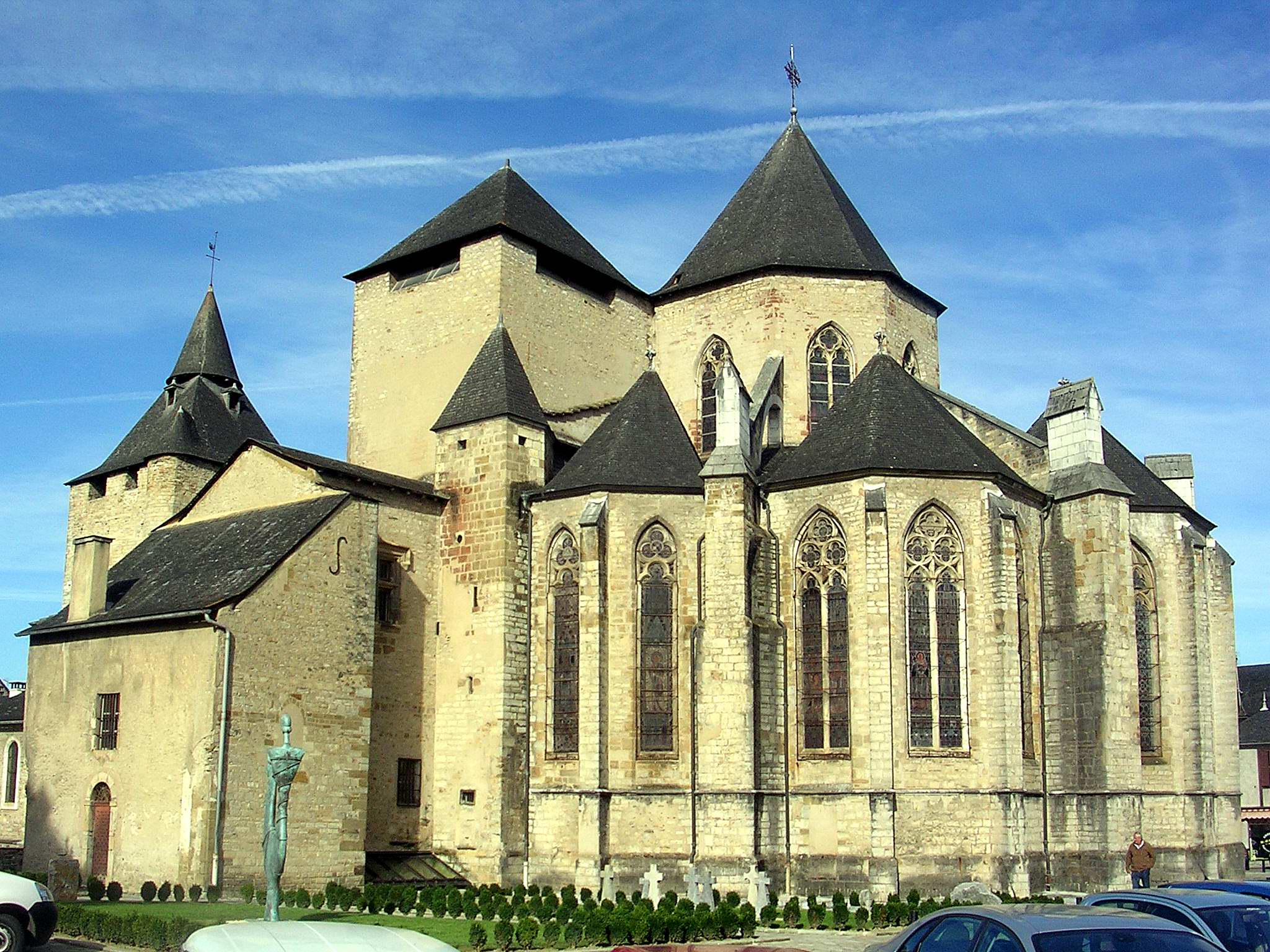
L'ex catedral de Santa Maria a Oloron

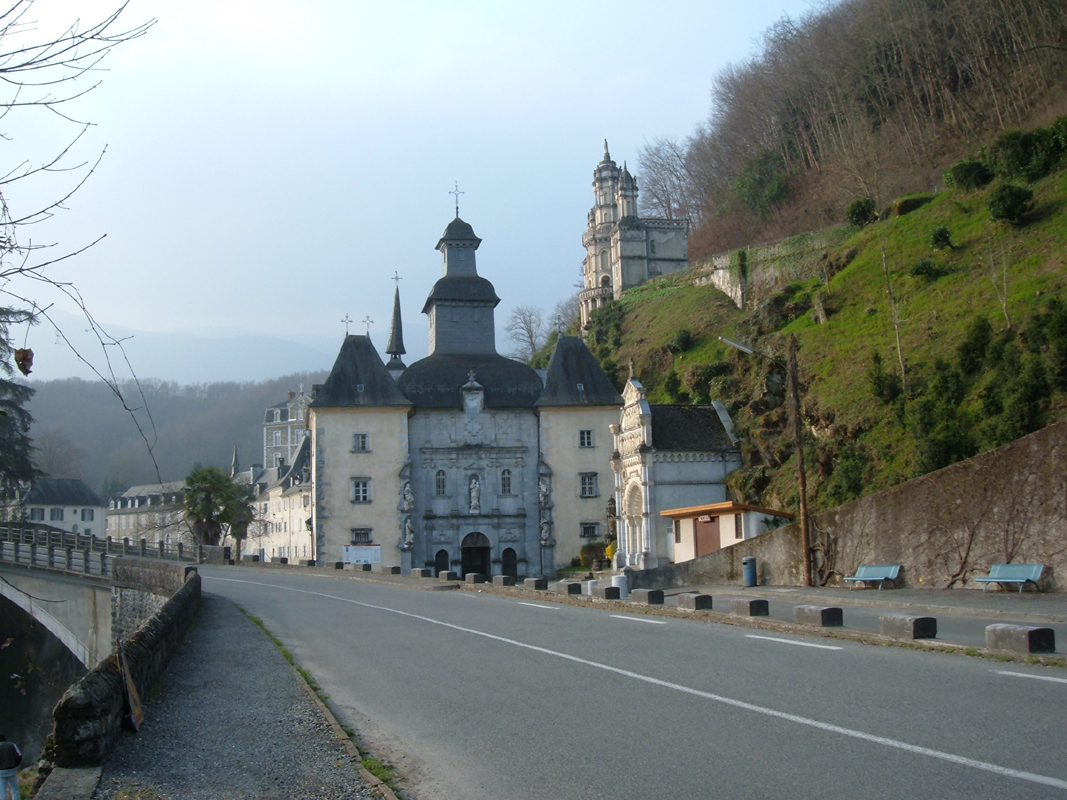
El Santuari de Nostra Senyora de Bétharram, on el 1835 e prevere de la diòcesi Michel Garicoïts fundà la congregació dels Preveres del Sagrat Cor de Jesús de Bétharram.

El bisbat de Baiona (francès:  Diocèse de Bayonne, Lescar et Oloron, llatí: Dioecesis Baionensis) és una seu de l'Església Catòlica a França, sufragània de l'arquebisbat de Bordeus. Al 2012 tenia 570.000 batejats sobre una població de 669.300 habitants. Actualment està regida pel bisbe Marc Marie Max Aillet.
Des del 1909, els bisbes de Baiona poden portar els títols de bisbes de Lescar i d'Auloron (Lascurrensis et Oloronensis).

## Territori
La diòcesi inclou el departament francès dels Pirineus atlàntics. La seu episcopal és la ciutat de Baiona, on es troba la catedral de Santa Maria.
El territori s'estén sobre 7.644 km² i està dividit en 321 parròquies. Fins al començament del tercer mil·lenni, la diòcesi comprenia més de 500 parròquies. Després de la reforma de les parròquies el seu nombre es va reduir a 69, agrupades en cinc zones pastorals: la costa del País Basc, interior del País Basc, Bearn meridional i occidental, Bearn septentrional i oriental i la zona de Pau.

## Història
Els orígens de la diòcesi de Baiona són incerts, sobre els quals els historiadors han recolzat almenys sis teories diferents. Les hipòtesis o tesis més recolzades són les següents:
- Segons la tradició, el primer bisbe de la diòcesi i fundador és sant Lleó, que va viure a final del segle ix i que hauria patit el martiri a Baiona al voltant del 890;[2]
- la diòcesi hauria sorgit al voltant del 1030, en conjunció amb la fundació del Vescomtat de Labourd per Sanç III de Navarra, i primer bisbe cert seria Raimondo el vell; es demostra pel fet que la part espanyola de la diòcesi seguia depenent de Pamplona el 1027 i, per tant, la diòcesi hauria sorgit després d'aquesta data;[3]
- la diòcesi hauria sorgit amb motiu de la fundació del ducat d'Aquitània per part de Carlemany el 778 ;[4]
- la diòcesi es remunta als segles V o VI, després de la derrota dels visigots pel francs, els quals van empènyer el seu regne sobre els Pirineus i van fundar diverses diòcesis, entre elles la de Lapurdum, l'actual Baiona, que s'esmenta com civitas a un document de final del segle vi. Com totes les civilitates romanes, es conclou que Baiona també havia de ser una seu episcopal.[5]

Totes les hipòtesis coincideixen que el territori de la diòcesi de Baiona va ser pres de Dacs. Excloent alguns bisbes espuris o apòcrifs, els primers documentats històricament són els anomenats bisbes de Gascunya.
De fet, alguns experts del segle xix van suggerir que, entre els segles X i xi, coincidint amb el naixement del ducat de Gascunya, la diòcesi de la part occidental de la Novempopulània (Baiona, Lescar, Auloron, Aire i Dacs) haurien constituït una única gran diòcesi, amb el nom de diòcesi de Gascunya amb probable seu a Bazas. Hi ha tres bisbes coneguts que les fonts anomenen episcopi Vasconiae seu Vasconensis: Gombaldo, Arsio Raca i Raimondo el vell. El Concili de Tolosa de 1058 posà fi a aquesta situació irregular, restablint totes les antigues seus episcopals, sovint vacants durant molt de temps. D'aquests, només Raimondo el vell, a més del de Gascunya, també tenia el títol de bisbe de Baiona. Va haver d'abandonar les diòcesis que administrava; a Baiona va ser reemplaçat pel Raimon homònim, el jove, a qui el papa Nicolau II va encomanar la tasca de reorganitzar la diòcesi.
Des del punt de vista geopolític, fins al segle XV la diòcesi estava formada per dues regions: la de Labourd sota el domini anglès i la Baixa Navarra, que depenia del regne de Navarra. Era sufragània de l'arxidiòcesi d'Aush i durant l'edat mitjana es trobava al llarg de la ruta del camí de Sant Jaume.
Durant el cisma d'Occident, la diòcesi es dividí en dues parts: Labourd sota el domini anglès, al costat del papa de Roma, mentre que la Baixa Navarra, com tota la resta del regne, recolzava els papes d'Avinyó. En aquest context, Sant Joan de Peu de Port esdevingué la seu del bisbe d'obediència avinyonesa, amb el seu capítol.
Després de 1562 la violència es va iniciar arran de la reforma protestant, que també es va estendre a la regió de Baixa Navarra i del Bearn, ambdues parts integrants del regne de Navarra. El 1570, la reina Joanne d'Albret decretà la supressió del catolicisme, la prohibició de la pràctica del culte catòlic i la confiscació de les propietats de l'Església; ella mateixa va demanar que alguns sacerdots passessin a la nova religió per traduir la Bíblia al basc. El culte catòlic només es restaurarà el 1685 després de l'edicte de Fontainebleau.
Una conseqüència de la propagació del protestantisme a la diòcesi de Baiona va ser la modificació de les fronteres. De fet, fins 1566 la diòcesi incloïa una porció al sud dels Pirineus, els quatre arxiprestats de Baztan, Lerín, Cinco Villas, a Navarra, i Hondarribia al País Basc, un llegat de les conquestes de Carlemany. Durant el període de les guerres de religió, aquests territoris van ser cedits a la diòcesi de Pamplona, perquè no s'havien convertit al luteranisme.
La diòcesi va ser un dels principals centres francesos simpatitzants amb el jansenisme, que va tenir una gran influència especialment al segle xviii. Només cal dir que durant un temps el mateix Cornelius Jansen va viure a Baiona i va comptar entre els seus grans estudiants Jean Duvergier de Hauranne, canonge de la catedral.
Els seminaris de la regió es van establir amb cert retard respecte al Concili de Trento: el de Baiona, establert en la dècada de 1720 pel bisbe André de Drulliet, de simpaties jansenistes que s'apel·là contra la butlla Unigenitus del papa Climent XI, tindrà problemes amb la doctrina jansenista. El 1728, el nou bisbe Pierre-Guillaume de La Vieuxville prohibia als seminaristes assistir al seminari governat pels pares Doctrinaris; després es van reprendre els estudis, però el 1774 els estudiants es van retirar de nou. Va ser reobert el 1806. Per combatre el jansenisme, al segle xviii es va obrir un altre seminari a Larressore.
Després que el Concordat, amb la butlla Qui Christi Domini del Papa Pius VII del 29 de novembre de 1801, es va ampliar la diòcesi, i va incorporar porcions de les diòcesis de Saint-Bernard de Comminges, de Lescar, de Lombez, d'Auloron, de Tarba, d'Aire i de Dacs, que van ser suprimits. Incloïa els departaments dels Pirineus atlàntics, l'Alt Pirineu i les Landes.
El 6 d'octubre de 1822 es van restablir les diocesis d'Aire i Tarba, que van obtenir territori de la diòcesi de Baiona. El territori de l'actual diòcesi comprèn tot el territori de l'antiga diòcesi de Baiona i Auloron, gairebé tot de la seu de Lescar (amb l'excepció de deu parròquies), un terç de l'antiga diòcesi de Dacs, i unes vint parròquies d'antigues diòcesis d'Aire i Tarba.
Després de l'onada revolucionària, la tasca principal dels bisbes al segle xix era la formació de sacerdots. Es deu sobretot a Loison i a d'Astros d'haver reobert el seminari major de Baiona i els menors de Larressore i Auloron; i haver obert un altre seminari important al monestir de Betharram. En segon lloc, els bisbes van treballar per tornar a evangelitzar la població, especialment al camp; en aquest context, es van fundar dues congregacions diocesanes per a les missions populars, els missioners d'Hasparren i els de Bètharram.
Cap al final del segle xix el ralliement à la République defensat per cardenal Lavigerie i imposat pel Papa Lleó XIII, no va trobar l'acord dels sacerdots bascs de la diòcesi, el que va posar en dificultats el bisbe François-Antoine Jauffret, fins i tot en contra de la Santa Seu.
La política anticlerical francesa després de 1905 va impedir que el bisbe Gieure prengués possessió del palau episcopal, requisà els seminaris i les propietats de l'Església. Es va crear un nou seminari a partir de 1914 que va ser inaugurat el 1919. Alguns rectors van ser acomiadats perquè van reclamar ensenyar doctrines modernistes.
El 22 de juny de 1909, els bisbes de Baiona van poder afegir al seus títol els de Lescar i Auloron (Lascurrensis et Oloronensis).
Durant la Segona Guerra Mundial, el bisbe Edmund Vansteenberghe va condemnar el racisme i el nacionalisme i va protestar contra les incursions contra els jueus. Tot i ser un partidari moderat de Pétain, el 1943 va pronunciar un sermó a favor de la resistència.
El 8 de desembre de 2002, amb la reorganització de les circumscripcions diocesanes franceses, va passar a formar part de la província eclesiàstica de l'arxidiòcesi de Bordeus.

## Cronologia episcopal
- San Lleó † (889 - vers 890 mort)
- Episcopi Vasconiensis :
  - Gombaldo † (citat el 977)
  - Arsio Raca † (citat el 982)
  - Raymond I le Vieux[8] † (abans de 1033 - 1058 deposat)
- Raymond II le Jeune † (1059 - després de 1063)
- Guillaume I ? † (citat el 1065 aproximadament)[9]
- Bernard d'Astarac (o de Sainte-Christie), O.S.B. † (vers 1080 - vers 1118 nomenat arquebisbe d'Auch)
- Garcias I † (citat el 1119)[10]
- Raymond de Martres, O.S.B. † (vers 1121 - 22 d'abril de 1125 mort)
- Arnaud Loup de Benabat † (1125 - després de 1141)
- Arnaud Formatel † (citat el 1149)
- Fortaner † (vers 1150 - vers 1170 renuncià)
- Pierre Bertrand d'Espelette † (citat el 1170)
- Adhémar † (abans de 1179 - després de 1181)
- Bernard de Lacarre † (vers 1185 - vers 1206 mort)
- Arsivus de Navailles † (citat el 1207)
- Raymond de Luc † (abans de 1213 - després de 1224)
- Raymond Guillaume de Donzac † (abans de 1228 - després de 1256)
- Sanz de Uaïtze † (vers 1259 - després de 1275)
- Dominique de Manx † (abans de 1279 - 1302)
- Arnaud Raymond de Mont † (1303 - vers 1309 mort)
- P. de Mont † (citat el 1308)[11]
- Pierre de Marenne † (1309 - 1314 mort)
- Bernard de Brèle † (29 de març de 1314 - després de 13 d'octubre de 1316 mort)
- Pierre de Maslac, O.F.M. † (20 de desembre de 1316 - 1318 mort)
- Pierre de Saint-Jean, O.P. † (27 de juny de 1319 - 1357 mort)
- Guillaume du Pin † (8 de febrer de 1357 - després de juliol de 1359 mort)
- Guillaume de Saint-Jean † (abans de 1367 - després de 1368)
- Pierre d'Oriach, O.F.M. † (20 de juny de 1371 - després de 1377)
- Obediència avinyonesa:
  - Pierre de Sumelaga, O.F.M. † (22 d'abril de 1383 - ? mort)
  - Garcia Henguy (Eugí, Euguí, Enguí, Huguí), O.E.S.A. † (12 de febrer de 1384 - 1409 renuncià)[12]
  - Guillaume-Arnaud de la Borde, O.F.M. † (3 de juliol de 1409 - 9 de desembre de 1444 nomenat bisbe de Dacs)[13]
- Obediència romana:
  - Barthélémy de La Rivière (o d'Arribeire), O.P. † (abans de 1383 - 1392 mort)
  - Garsias Menéndez, O.F.M. † (11 de febrer de 1393 - 1405 mort)
  - Pierre du Bernet † (20 de gener de 1406 - 1415)
  - Pierre de Mauloc † (1416 - 1417 mort)
- Garsie-Arnaud de la Sègue † (9 de desembre de 1444 - 1454 mort)
- Jean de Mareuil † (1 de juliol de 1454 - 28 de setembre de 1463 nomenat bisbe de Usés)
- Jean de Laur † (28 de setembre de 1463 - 5 de maig de 1484 renuncià)
  - Sede vacante (1484-1495)
  - Pere de Foix † (5 de maig de 1484 - 10 d'agost de 1490 mort) (administrador apostòlic)
- Jean de La Barrière † (3 de juliol de 1495 - 1504 mort)
- Bertrand de Lahet † (8 de juliol de 1504 - 5 d'agost de 1519 mort)
- Hector d'Ailly de Rochefort † (23 de desembre de 1519 - 12 de febrer de 1524 nomenat bisbe de Toul)
- Jean du Bellay † (12 de febrer de 1524 - 16 de setembre de 1532 nomenat bisbe de París)
- Étienne Poncher † (25 de setembre de 1532 - 6 d'abril de 1551 nomenat arquebisbe de Tours)
- Jean Dufresne de Moustiers † (6 d'abril de 1551 - 1566 renuncià)
- Jean de Sossiondo † (13 de març de 1566 - 23 de novembre de 1578 mort)
- Jacques Maury † (4 de novembre de 1579 - 15 de gener de 1593 mort)
  - Sede vacante (1593-1599)
- Bertrand d'Echaux † (17 de març de 1599 - 26 de juny de 1617 nomenat arquebisbe de Tours)
  - Sede vacante (1617-1621)
- Claude Des Marets de Rueil † (15 de novembre de 1621 - 20 de març de 1628 nomenat bisbe d'Angers)
  - Henri de Béthune † (d'octubre de 1626 - 19 de novembre de 1629 nomenat bisbe de Maillezais) (bisbe electe)
- Raymond de Montaigne † (4 de març de 1630 - març de 1637 mort)
- François Fouquet † (28 de febrer de 1639 - 31 d'agost de 1643 renuncià)
- Jean d'Olce † (31 d'agost de 1643 - 8 de febrer de 1681 mort)
- Gaspard de Priêle † (22 de setembre de 1681 - 19 de juny de 1688 mort)
  - Sede vacante (1688-1692)
- Léon de la Lane † (10 de març de 1692 - 6 d'agost de 1700 mort)
- René-François de Beauvau Du Rivau † (18 d'abril de 1701 - abans de 7 de novembre de 1707 renuncià)
- André de Drulliet † (7 de novembre de 1707 - 19 de novembre de 1727 mort)
- Pierre-Guillaume de La Vieuxville † (14 de juny de 1728 - 30 de juny de 1734 mort)
- Jacques Bonne-Gigault de Bellefonds † (27 de febrer de 1736 - 25 de novembre de 1741 renuncià)
- Christophe de Beaumont du Repaire † (27 de novembre de 1741 - 8 de juliol de 1745 renuncià)
- Guillaume d'Arches † (19 de juliol de 1745 - 13 d'octubre de 1774 mort)
- Jules Ferron de La Ferronays † (13 de març de 1775 - 13 de desembre de 1783 renuncià)
- Etienne-Joseph de Pavée de La Villevieille † (15 de desembre de 1783 - març de 1793 mort)
  - Sede vacante (1793-1802)
- Joseph-Jacques Loison † (11 de novembre de 1802 - 17 de febrer de 1820 mort)
- Paul-Thérèse-David d'Astros † (29 de maig de 1820 - 5 de juliol de 1830 nomenat arquebisbe de Tolosa)
- Etienne-Bruno-Marie d'Arbou † (5 de juliol de 1830 - 23 de gener de 1837 renuncià)
- François Lacroix † (12 de febrer de 1838 - 6 de juliol de 1878 jubilat)
- Arthur-Xavier Ducellier † (15 de juliol de 1878 - 26 de maig de 1887 nomenat arquebisbe de Besançon)
- Alfred-François Fleury-Hottot † (26 de maig de 1887 - 10 d'agost de 1889 mort)
- François-Antoine Jauffret † (30 de desembre de 1889 - 16 de juny de 1902 mort)
  - Sede vacante (1902-1906)
- François-Xavier-Marie-Jules Gieure † (21 de febrer de 1906 - 31 de gener de 1934 jubilat)
- Henri-Jean Houbaut † (24 de desembre de 1934 - 17 de juliol de 1939 mort)
- Edmund Vansteenberghe † (6 d'octubre de 1939 - 10 de desembre de 1943 mort)
- Léon-Albert Terrier † (24 de juliol de 1944 - 12 de maig de 1957 mort)
- Paul Joseph Marie Gouyon † (6 d'agost de 1957 - 6 de setembre de 1963 nomenat arquebisbe coadjutor de Rennes)
- Jean-Paul-Marie Vincent † (18 de desembre de 1963 - 13 de juny de 1986 jubilat)
- Pierre Jean Marie Marcel Molères (13 de juny de 1986 - 15 d'octubre de 2008 jubilat)
- Marc Marie Max Aillet, des del 15 d'octubre de 2008

## Estadístiques
El 2012, la diòcesi tenia 570.000 batejats sobre una població de 669.300 persones, equivalent al 85,2% del total.
| any  | població | població | població | sacerdots | sacerdots       | sacerdots       | sacerdots             | diaques | religiosos | religiosos | parròquies |
| ---- | -------- | -------- | -------- | --------- | --------------- | --------------- | --------------------- | ------- | ---------- | ---------- | ---------- |
| any  | batejats | total    | %        | total     | clergat secular | clergat regular | batejats por sacerdot | diaques | homes      | dones      |            |
| 1950 | 407.338  | 415.797  | 98,0     | 1.019     | 853             | 166             | 399                   |         | 308        | 1.983      | 512        |
| 1959 | 416.060  | 420.019  | 99,1     | 1.046     | 855             | 191             | 397                   |         | 338        | 1.900      | 520        |
| 1970 | 501.274  | 508.734  | 98,5     | 861       | 716             | 145             | 582                   |         | 224        | 1.816      | 527        |
| 1980 | 532.600  | 536.700  | 99,2     | 798       | 644             | 154             | 667                   |         | 237        | 1.610      | 527        |
| 1990 | 554.000  | 575.000  | 96,3     | 642       | 501             | 141             | 862                   | 3       | 226        | 1.330      | 526        |
| 1995 | 550.000  | 581.000  | 94,7     | 539       | 408             | 131             | 1.020                 | 6       | 211        | 1.153      | 523        |
| 2000 | 550.000  | 581.000  | 94,7     | 533       | 402             | 131             | 1.031                 | 6       | 211        | 1.153      | 523        |
| 2001 | 550.000  | 581.000  | 94,7     | 533       | 402             | 131             | 1.031                 | 6       | 211        | 1.153      | 523        |
| 2002 | 550.000  | 620.763  | 88,6     | 499       | 371             | 128             | 1.102                 | 6       | 189        | 835        | 89         |
| 2003 | 550.000  | 620.763  | 88,6     | 466       | 336             | 130             | 1.180                 | 5       | 197        | 812        | 69         |
| 2004 | 550.000  | 620.763  | 88,6     | 471       | 331             | 140             | 1.167                 | 5       | 198        | 793        | 69         |
| 2006 | 505.000  | 606.000  | 83,3     | 488       | 349             | 139             | 1.034                 | 6       | 200        | 756        | 69         |
| 2012 | 570.000  | 669.300  | 85,2     | 402       | 279             | 123             | 1.417                 | 8       | 163        | 471        | 69         |